# Церковь Святой Богородицы (Никосия)
Церковь Святой Богородицы (арм. Սուրբ Աստվածածին եկեղեցի) — церковь XIII века. Ныне не действующий храм Армянской Апостольской церкви находящийся в турецкой части Никосии.

## История
Изначально церковь Святой Богородицы являлась частью одноименного монастыря, основанного в XIII веке. Предполагается, что на месте армянской церкви и монастыря находилась церковь VIII века, построенной во имя бенедиктинского аббатства Девы Марии.
Монастырь считался главным после падения Иерусалима. Несмотря на то, что монастырь изначально был латинского обряда большинство монахинь составляли армянки. С 1263 года игуменьей монастыря была армянская принцесса Евфимия. Был разрушен сильным землетрясением. В 1308 году монастырь восстановил Генрих II Лузинян. В этом же году игуменьей монастыря стала родная сестра Евфимии - армянская принцесса Мария.  Поскольку многие монахини были армянскими по происхождению, монастырь попал под юрисдикцию Армянской церкви до 1504 года. В 1570 году, после захвата острова  турками-османами, монастырь остался в правлении армянской церкви.
Храм располагался в самом центре армянского квартала Никоссии. В 1963 году, в результате греко-турецкого конфликта, город как и весь остров,  был поделен на греческий и турецкий районы. Армянский квартал с церковью оказался в турецкой части города, в результате чего армяне были вынуждены покинуть насиженные места и выехать за пределы острова или перебраться в греческую часть острова. Перед армянской общиной Никосии, после потери церкви и прелаторства, встала острая необходимость постройки новой. В 1981 году, рядом с армянской школой «Нарег» («Нарек»), была построена новая церковь,  которая в память о старой церкви, стала называться церковью Святой Богородицы

## Галерея

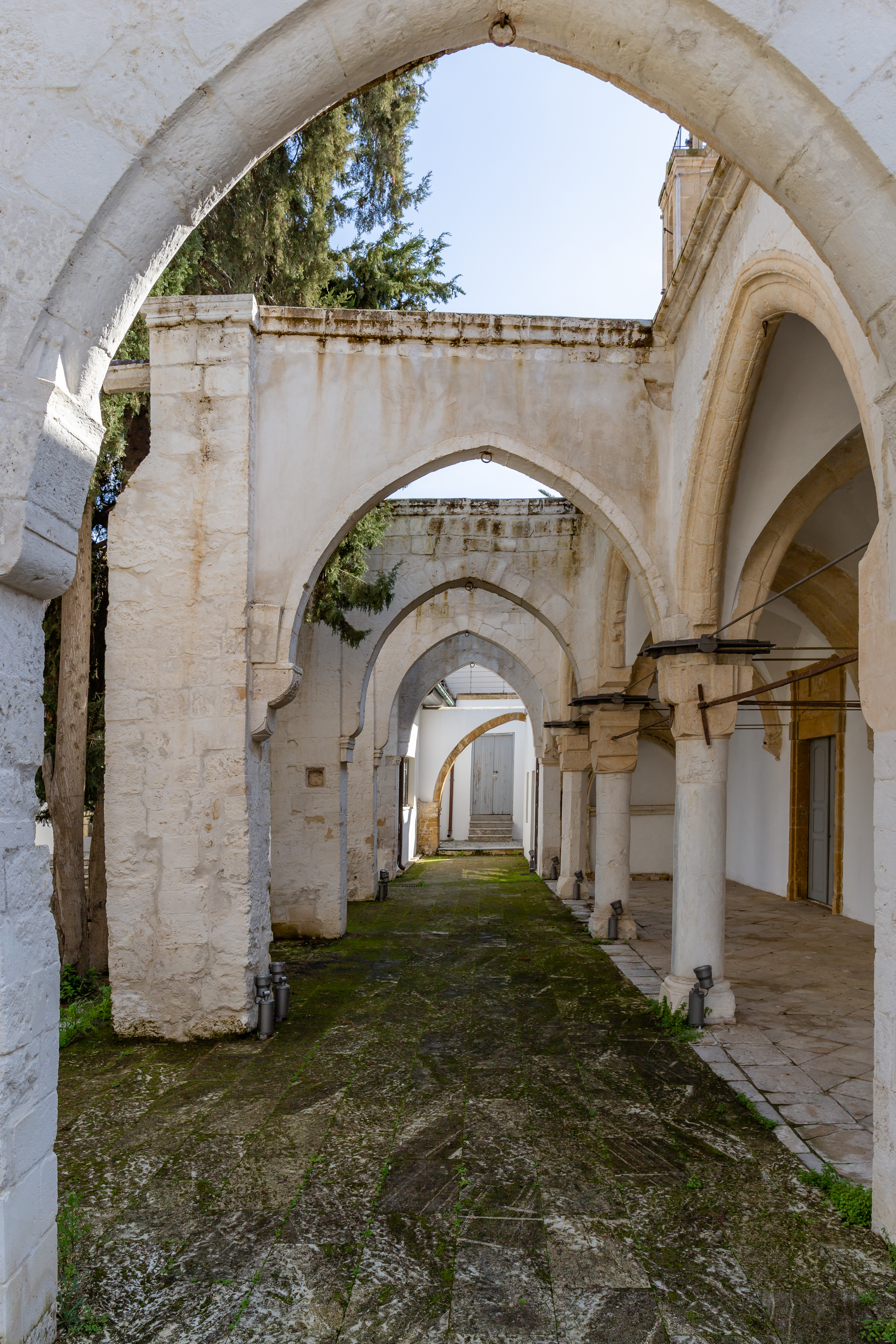
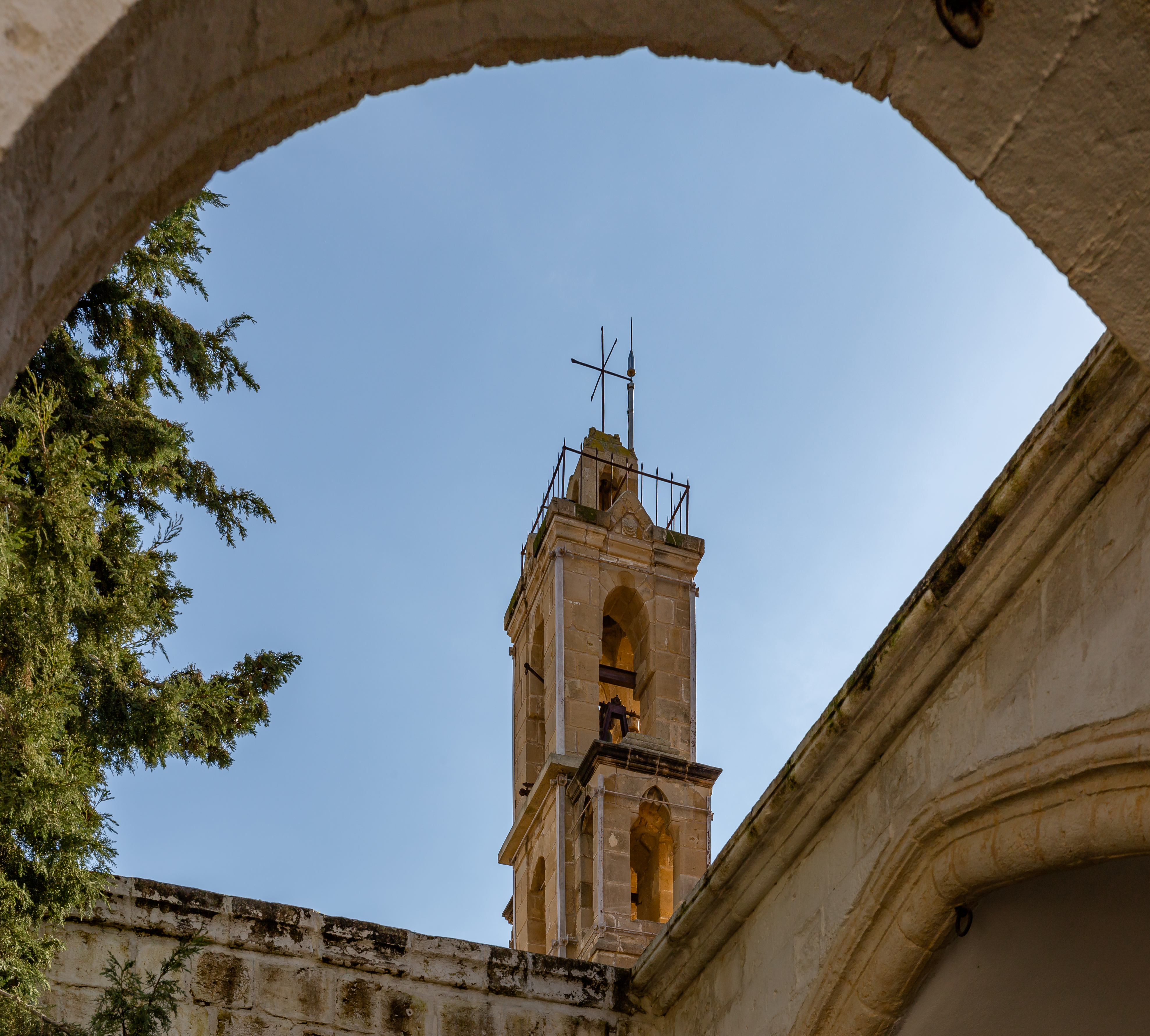
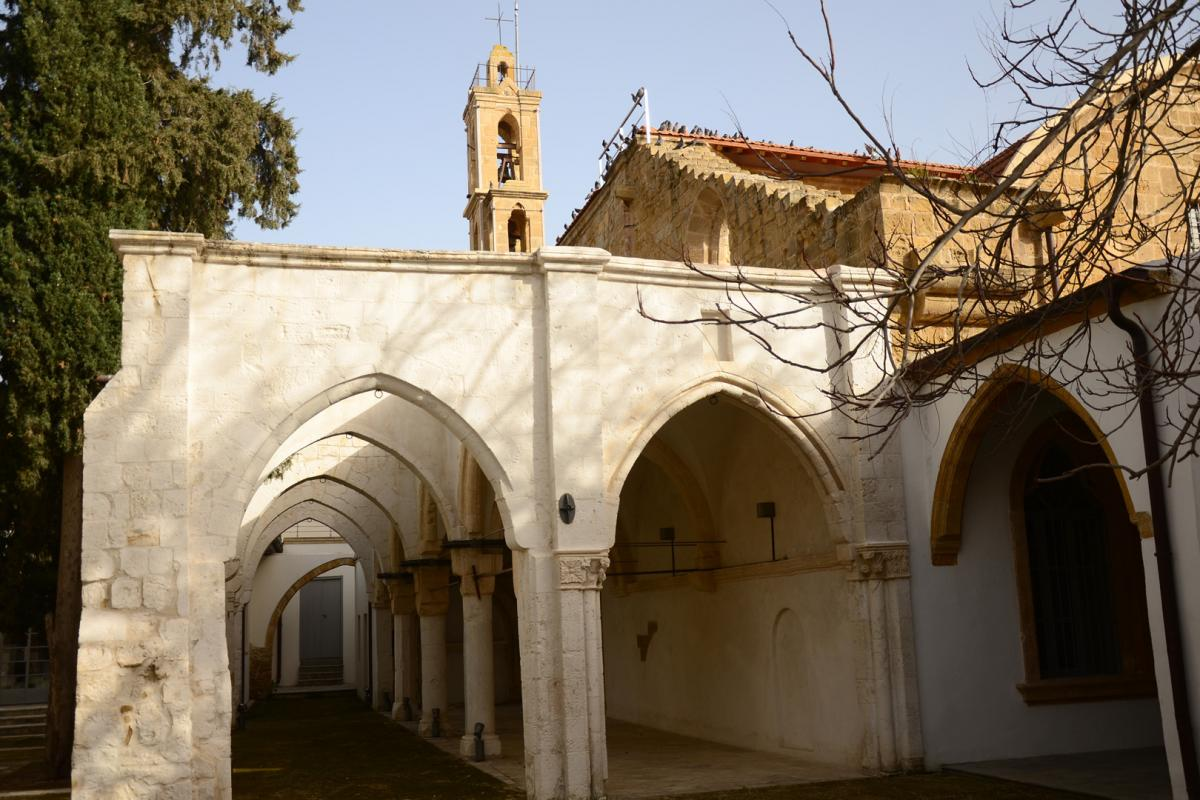
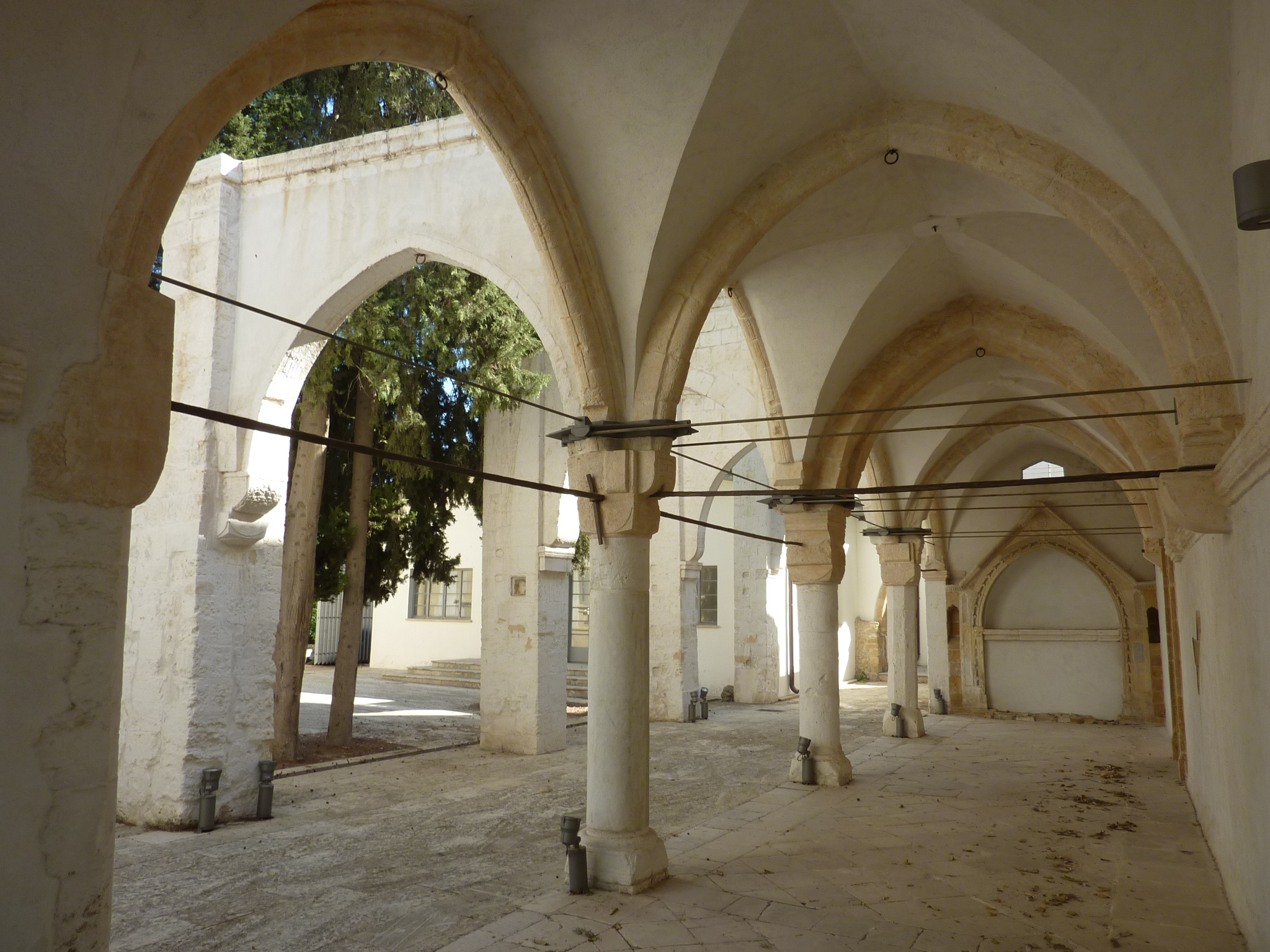
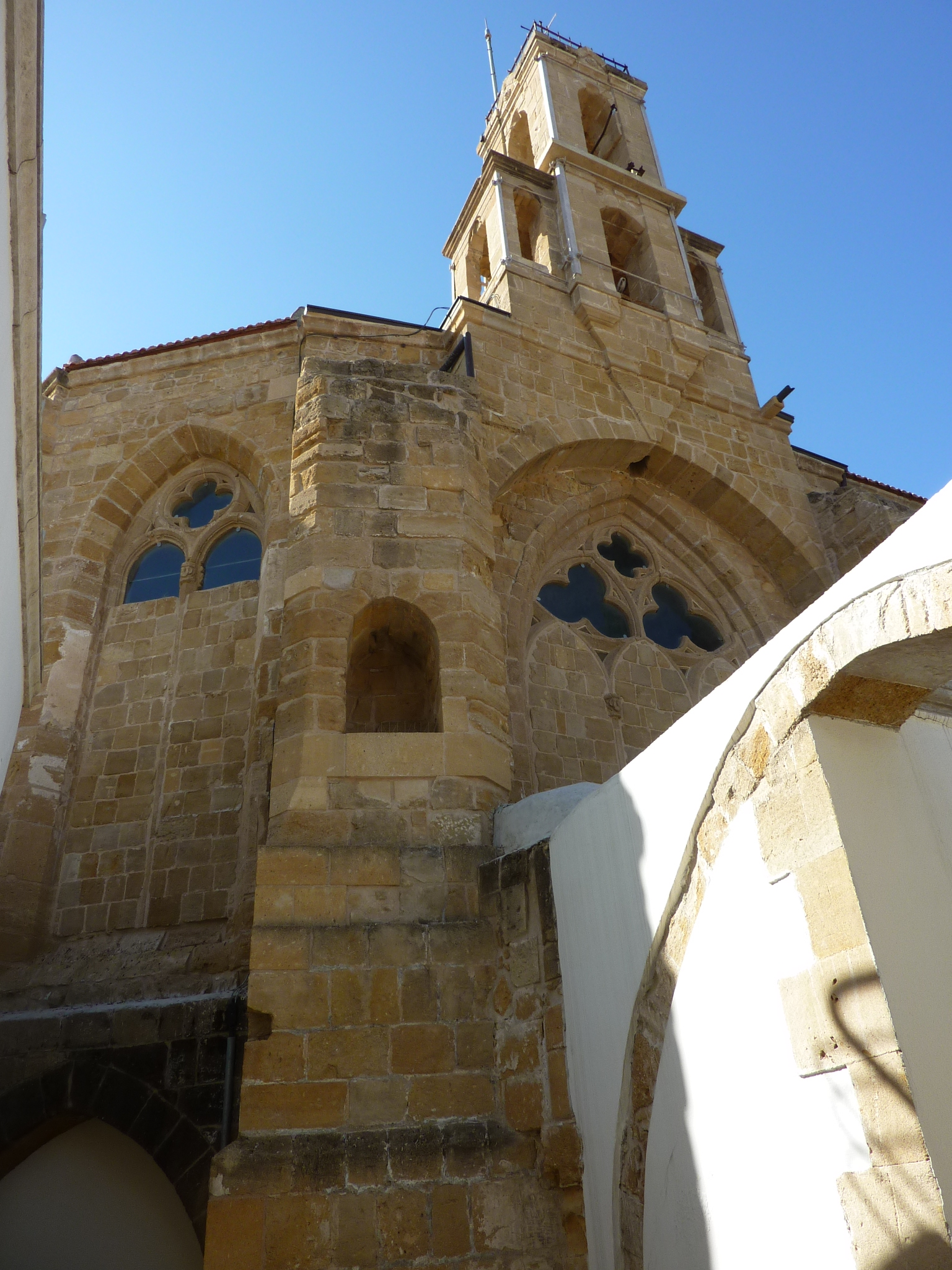
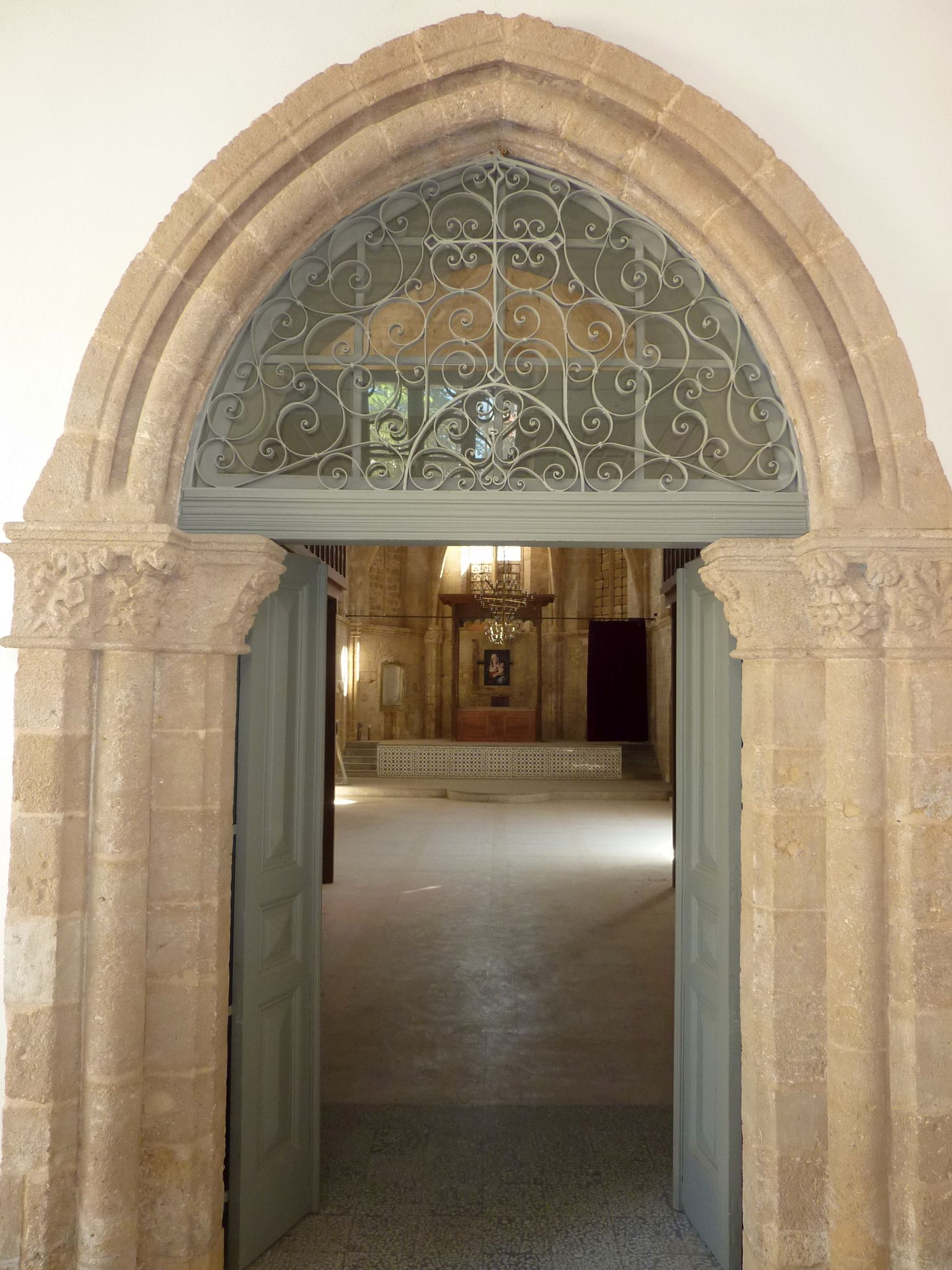